# An Eala Bhàn
An Eala Bhàn („Der weiße Schwan“) ist ein schottisch-gälisches Liebeslied, das von Dòmhnall Ruadh Chorùna aus North Uist während der Schlacht an der Somme komponiert wurde. Es richtet sich an Magaidh NicLeòid (Maggie MacLeod), seine Geliebte während seiner Abwesenheit im Ersten Weltkrieg. 
An Eala Bhàn wird allgemein als das beliebteste schottisch-gälische Lied, das im 20. Jahrhundert geschrieben wurde, betrachtet. In den letzten Jahren wurde es von den unterschiedlichsten Künstlern gesungen und aufgenommen, z. B. Calum Kennedy, Donnie Munro, Capercaillie und Julie Fowlis.

## Liedtext
| Schottisch-Gälisch Gur duilich leam mar tha mi ’S mo chridhe ’n sàs aig bròn Bhon an uair a dh’fhàg mi Beanntan àrd a’ cheò Gleanntannan a’mhànrain Nan loch, nam bàgh ’s nan sròm ’S an eala bhàn tha tàmh ann Gach latha air ’m bheil mi ’n tòir. A Mhagaidh na bi tùrsach A rùin, ged gheibhinn bàs- Cò am fear am measg an t-sluaigh A mhaireas buan gu bràth? Chan eil sinn uile ach air chuairt Mar dhìthein buaile fàs Bheir siantannan na blianna sios ’S nach tog a’ ghrian an àird. Tha ’n talamh leir mun cuairt dhìom ’Na mheallan suas ’s na neòil; Aig na ’shells a’ bualadh - Cha leir dhomh bhuam le ceò: Gun chlaisneachd aig mo chluasan Le fuaim a’ ghunna mhòir; Ach ged tha ’n uair seo cruaidh orm Tha mo smuaintean air NicLeòid. Air m’ uilinn anns na truinnsichean Tha m’ inntinn ort, a ghràidh; Nam chadal bidh mi a’ bruadar ort Cha dualach dhomh bhith slàn; Tha m’ aigne air a lionadh Le cianalas cho làn ’S a’ghruag a dh’fhàs cho ruadh orm A nis air thuar bhith bàn. Ach ma thig an t-àm Is anns an Fhraing gu faigh mi bàs ’S san uaigh gun tèid mo shìneadh Far eil na mìltean chàch, Mo bheannachd leis a’ ghruagaich, A’ chaileag uasal bhbànn - Gach là a dh’fhalbh gun uallach dhi, Gun nàire gruaidh na dhàil. Oidhche mhath leat fhèin, a rùin Nad leabaidh chùbhraidh bhlàth; Cadal sàmhach air a chùl Do dhùsgadh sunndach slàn. Tha mise ’n seo ’s an truinnsidh fhuar ’S nam chluasan fuaim bhàis Gun duil ri faighinn às le buaidh - Tha ’n cuan cho buan ri shnàmh. | Deutsch Trauig ist mein Zustand Und mein Herz ist voller Kummer Von dem Tage an, an dem ich ging. Die hohen Nebelberge, Die kleinen verspielten Täler, die Lochs, die Buchten und das Vorland Und der weiße Schwan, der dort wohnt, Dem ich täglich nachjage. O Maggie, sei nicht traurig, Geliebte, wenn ich sterben sollte - Wer von uns Menschen Lebt ewig? Wir sind alle nur auf einer Reise Wie Blumen im verlassen Viehverschlag, Die der Wind und der Regen über die Jahre vergehen Und durch die Sonne nicht erblühen lässt. Die ganze Welt um mich herum Ist wie Hagel im Himmel; Durch die explodierenden Granaten - Bin ich vom Rauch geblendet: Meine Ohren sind betäubt Durch das Dröhnen der Kanonen; Aber trotz der augenblicklichen Grausamkeiten Sind meine Gedanken bei dem Mädchen MacLeod. Eingefercht in den Gräben Sind meine Gedanken ganz bei dir, Geliebte; Im Schlaf träume ich von dir. Es ist nicht mein Schicksal zu überleben; Mein Geist ist gefüllt Mit einem Übermaß an Sehnsucht Und mein Haar, einst kastanienbraun, Ist nun beinahe weiß. Aber wenn es geschehen sollte, Dass ich in Frankreich sterbe Und ins Grab gelegt werde Wie Tausende zuvor, Geht mein Segen an das Mädchen, So edel und hübsch. Möge sie jeden Tag frei von Sorgen sein, Und ihr Leben eine Quelle von Stolz. Gute Nacht, meine Geliebte In deinem warmen, wohlriechenden Bette; Mögest du einen friedlichen Schlaf haben und danach Mögest du gesund aufwachen und gut gelaunt sein. Ich bin hier im kalten Graben Mit dem Ruhm des Todes in meinen Ohren, Ohne Hoffnung siegreich heimzukehren- Das Meer ist zu riesig zum Schwimmen. |  |

### Video
- Julie Fowlis sings "The White Swan" (In Gaelic)
- Julie Fowlis sings "The White Swan" - weitere Version, samt Text in Gälisch und Englisch
- At an improvised Highland Ceilidh
- "The White Swan" as performed by Calum Kennedy (In Gaelic)
- Performed in the Traditional Style by Hugh Matheson